# Rochester Flash
Rochester Flash is een voormalige Amerikaanse voetbalclub uit Rochester, New York. De club werd opgericht in 1981 en opgeheven in 1984. De club speelde drie seizoenen in de American Soccer League en één seizoen in de United Soccer League. Hierin werden geen aansprekende resultaten behaald.